# Atlantic Music
Atlantic Music Artist Agency - видавець і виробників мультимедійних і аудіо компакт-дисків в Україні . 
Особливе місце в продукції компанії займає випуск власних компакт-дисків. Наш каталог регулярно поповнюється новими мультимедійними виданнями, а також альбомами ведучих і початківців, українських і закордонних артистів і груп, а також записами, що стали класикою. Починаючи з 1991 року, компанія АТЛАНТИК займається виданням власних компакт-дисків. У нашому каталозі понад 500 альбомів українських груп і виконавців. Серед них повна антологія творчості Юрія Рибчинського «Золоті пісні України» на 13 альбомах. В українській частині представлені такі виконавці як: Василь Зінкевич… Серед російських виконавців: Алла Пугачова, Йосиф Кобзон, Валерій Леонтьєв, Анжеліка Варум, Філіпп Кіркоров, Олександр Малінін, Ірина Аллегрова та інші.